# Elsa Håstad
Elsa Sara Mariann Håstad, född 7 augusti 1970, är en svensk diplomat, biståndsarbetare och Rysslandskännare. 

## Biografi
Elsa Håstad är dotter till Disa Håstad som då var Dagens Nyheters Moskva-korrespondent, och fick som barn gå fem år i sovjetisk skola. Hon har en fil-kand-examen vid Stockholms universitet i ämnena ryska, statsvetenskap och socialantropologi.
Elsa Håstad arbetar sedan 1997 med mänskliga rättigheter, främst i före detta Sovjetunionen. Hon tjänstgjorde 1997–1999 vid UNDP, FN:s utvecklingsorgan, för att arbeta med mänskliga rättigheter och yttrandefrihet i Vitryssland (nuvarande Belarus). År 1999 anställdes hon av Sida där hon arbetade med inriktning mot Ryssland, Ukraina, Centralasien och Norra Kaukasus.
Mellan 2008 och 2011 arbetade hon på Sveriges ambassad i Hanoi med mänskliga rättigheter. År 2011 blev hon avdelningschef på Sida, där hon arbetat med inriktning mot Colombia, Guatemala och Bolivia, Östeuropa samt Västra Balkan.
Den 1 september 2019 tillträdde hon tjänsten som svensk ambassadör i Tirana. Under Sveriges EU-ordförandeskap 2023 tjänstgjorde Håstad i Albanien. I augusti 2023 efterträddes Håstad på sin post som ambassadör av Niklas Ström.
Elsa Håstad har suttit i styrelsen för World Childhood Foundation och Hugo Stenbecks Stiftelse. Håstad har även varit mentor för ledarskapsprogrammet på Anna Lindh Academy.  

### Familj
Elsa Håstad är dotter till journalisten Disa Håstad och den brittiske dramatikern Arnold Wesker. Hon är gift med Kristoffer Leandoer (uttalas [lɛanˈdoːr]) och mor till artisten Jonatan Leandoer, känd under artistnamnet Yung Lean och Miriam Leandoer Håstad. Elis Håstad är hennes morfar och Torgny Håstad är hennes morbror.